# Dark Star on the Right Horn of the Crescent Moon
Dark Star on the Right Horn of the Crescent Moon (с англ. — «Тёмная звезда на правом роге полумесяца») — третий и последний студийный альбом украинской блэк-метал-группы Blood of Kingu, выпущенный 29 августа 2014 года в формате компакт-диска и 2 сентября того же года в цифровом формате подразделением лейбла Season of Mist Underground Activists. Выпуску альбома пердшествовал выход сингла «Bringer Of Pestilence».

## Отзывы критиков
Dark Star on the Right Horn of the Crescent Moon получил смешанные отзывы критиков. Карл Филипп Вальтер в рецензии для журнала Rock Hard хоть и отметил «религиозную» атмосферу альбома, раскритиковал звук альбома, сказав, что можно «утонуть в громе от барабанов и бас-гитары» и негативно высказывался об однообразии альбома, оценив его в итоге на 4 балла из 10. Адриан Бегранд из Decibel высказывался об альбоме более резко, назвав его «одномерным до скуки», подвергнул критике отсутствие динамики и остался не впечатлён попытками группы создать желаемую атмосферу. В отличие от своих коллег, Дайал Паттерсон в своём обзоре для Metal Hammer положительно оценил пластинку, поставив ей три с половиной звезды из пяти. Он признавал, что звучание альбома может оттолкнуть при первом ознакомлении, но пришёл к выводу, что после нескольких прослушиваний «он в конечном итоге оказывается достойным и глубоко захватывающим опытом».

## Список композиций
| №                   | Название                                               | Длительность |
| ------------------- | ------------------------------------------------------ | ------------ |
| 1.                  | «Crowned Scarlet Moon Is Waiting for Eclipse»          | 5:28         |
| 2.                  | «He Who Is Not to Be Named»                            | 5:38         |
| 3.                  | «Mother Hydra»                                         | 5:21         |
| 4.                  | «Enshrined in the Nethermost Lairs Beneath the Oceans» | 6:34         |
| 5.                  | «Red Star on the Path of Ea» (инструментальная)        | 0:49         |
| 6.                  | «Sigil of the Watcher»                                 | 5:31         |
| 7.                  | «Prayer to the Gods of Night» (инструментальная)       | 1:52         |
| 8.                  | «The Bringer of Pestilence»                            | 4:24         |
| 9.                  | «The Cycle Returneth»                                  | 5:07         |
| Общая длительность: | Общая длительность:                                    | 40:44        |

## Участники записи
- Роман Саенко — вокал, гитара
- Роман «Thurios» Благих — гитара
- Владислав Петров — клавишные
- Krechet — бас-гитара
- Юрий Синицкий — ударные